# 205 CCFL
205 CCFL foi uma carreira da Carris. Pertencia à Rede da Madrugada, simbolizada pela cor azul escuro. Tinha os seus terminais no Cais do Sodré e no Bairro Padre Cruz, passando pela Baixa, Marquês de Pombal, Praça de Espanha, Sete Rios, Estrada de Benfica e Pontinha. 
No seu início, em 1998, tinha um tarifário específico, como todas as carreiras da Rede da Madrugada, mas com o fim da Expo'98 esta carreira adotou o tarifário em vigor nas restantes carreiras de serviço público da Carris.
Foi suprimida em maio de 2013, tendo a sua oferta sido integrada na carreira 202.

## Características

### Estação
Musgueira

### Material circulante
- Volvo B7R LE (série 1741-1780) Caetano CityGold
- MAN 18-310 CNG (série 2801-2820) Caetano CityGold

### Tipologia
Era uma carreira radial, permitindo a ligação do centro da cidade de Lisboa a Benfica e a Carnide e vertebrando toda a estrada de Benfica.
Funcionava, diariamente, entre as 00:00 e as 05:35, aproximadamente.

## Percurso

### Sentido Bairro Padre Cruz
Do Cais do Sodré a Sete Rios, o autocarro circulava pela Baixa, Marquês de Pombal e Praça de Espanha.
Posteriormente, o autocarro dirigia-se de Sete Rios para a Estrada de Benfica, servindo São Domingos de Benfica, em parceria com as carreiras 716, 746 e 758 as quais, conjuntamente com esta carreira 205 constituíam o eixo da Estrada de Benfica e que permitiam a ligação de Benfica até ao interface Sete Rios, num serviço de alta frequência, funcionando 24 horas por dia, todos os dias da semana. A Estrada de Benfica é um eixo rodoviário vertebrador e que dá serviço a um conjunto habitacional bastante denso. Praticamente ao meio da Estrada de Benfica, encontra-se o Calhariz de Benfica.
Calhariz de Benfica é a designação dada a uma zona da Estrada de Benfica e que se situa numa encruzilhada de caminhos, a partir dos quais se pode divergir tanto para a continuação da Estrada de Benfica - e que continua pelo concelho da Amadora sob o nome de Avenida Elias Garcia - como por uma artéria de ligação à Estrada da Luz, com passagem pelo Centro Comercial Colombo. Junto a esta paragem localiza-se a Escola José Gomes Ferreira e o Centro Comercial Fonte Nova. 
Do Calhariz de Benfica ao Bairro Padre Cruz, o autocarro circulava pelas Portas de Benfica e Estrada Militar com passagem no cemitério de Benfica e na Pontinha.
| código | paragem                                    | ligação                                     | ligação ML | ligação         | outras ligações |
| ------ | ------------------------------------------ | ------------------------------------------- | ---------- | --------------- | --------------- |
| cod    | CAIS DO SODRÉ                              | 15E 201 202 206 207 208 210 728 736 758 760 |            |                 |                 |
| cod    | Corpo Santo                                | 15E 206 207 208 210 728 735 736 760 774     |            |                 |                 |
| cod    | Praça do Comércio                          | 15E 207 208 736 760 774                     |            |                 |                 |
| cod    | Rossio                                     | 15E 207 208 736 759 760                     |            |                 |                 |
| cod    | Restauradores                              | 207 736 759                                 |            |                 |                 |
| cod    | Avenida da Liberdade                       | 207 709 736                                 |            |                 |                 |
| cod    | Marquês de Pombal                          | 736207 702 720 736 746 748                  |            |                 |                 |
| cod    | Avenida António Augusto de Aguiar          | 746                                         |            |                 |                 |
| cod    | Igreja de São Sebastião da Pedreira        | 746                                         |            |                 |                 |
| cod    | São Sebastião                              | 713 742 746                                 |            |                 |                 |
| cod    | Bairro Azul (Gulbenkian)                   | 746                                         |            |                 |                 |
| 01505  | Praça de Espanha                           | 716 726 746 756                             |            |                 | TST             |
| 01507  | Avenida Madame Curie                       | 716 726 746                                 |            |                 |                 |
| 01601  | Rua Dr. António Granjo                     | 716 726 746                                 |            |                 |                 |
| 01621  | Estação Sete Rios                          | 202 701 716 726 731 746 758                 |            | Sintra Azambuja | Fertagus        |
| 01607  | Sete Rios                                  | 716 746 758                                 |            |                 |                 |
| 01616  | Estrada de Benfica (Furnas)                | 716 746 758                                 |            |                 |                 |
| 10706  | Rua Duarte Galvão                          | 716 746 758                                 |            |                 |                 |
| 10704  | Bairro Novo                                | 716 746 758                                 |            |                 |                 |
| 10702  | São Domingos de Benfica                    | 716 746 758                                 |            |                 |                 |
| 10830  | Pupilos do Exército                        | 716 746 758                                 |            |                 |                 |
| 10826  | Rua Professor Reinaldo dos Santos          | 716 746 758                                 |            |                 |                 |
| 10814  | Calhariz                                   | 716 746 758                                 |            |                 |                 |
| 10802  | Escola Pedro Santarém                      | 716 729 746 750 758 767                     |            |                 |                 |
| 10906  | Estrada de Benfica (Avenida Gomes Pereira) | 716 729 746 758                             |            |                 |                 |
| 10904  | Igreja de Benfica                          | 716 729 746 758                             |            |                 |                 |
| cod    | Estrada de Benfica (Mercado)               | 746 758                                     |            |                 |                 |
| cod    | Portas de Benfica                          | 202 711 746 758 767                         |            |                 |                 |
| cod    | Estrada de Benfica (Mercado)               | 202 767                                     |            |                 |                 |
| cod    | Rua das Pedralvas                          | 202 767                                     |            |                 |                 |
| cod    | Calçada do Tojal (Cemitério de Benfica)    | 202                                         |            |                 |                 |
| cod    | Estrada da Correia                         | 202                                         |            |                 |                 |
| cod    | Pontinha (Metropolitano)                   | 724 202 726 729 747                         |            |                 |                 |
| cod    | Pontinha                                   | 724 726 729 747                             |            |                 |                 |
| cod    | Mal Penteada                               | 729 747                                     |            |                 |                 |
| cod    | Estrada Militar (Escorpiões)               | 729 747                                     |            |                 |                 |
| cod    | Serra da Luz                               | 729 747                                     |            |                 |                 |
| cod    | Rua do Rio Tejo                            | 729 747                                     |            |                 |                 |
| cod    | BAIRRO PADRE CRUZ                          | 729 747                                     |            |                 |                 |

## Horário
- Cais do Sodré → Bairro Padre Cruz
- Bairro Padre Cruz → Cais do Sodré